# 朝鲜民主主义人民共和国地震局
朝鲜民主主义人民共和国地震局，是朝鲜民主主义人民共和国内阁直属的科研机构，是朝鲜的全国地震工作管理机构，同时亦负责朝鲜全国的地震监测工作。
朝鲜地震局的前身是1952年设立的朝鲜国家水文气象局地震观测室。该机构最初以中国援建的平壤地震台为基础展开地震观测，随后其监测范围扩展到朝鲜全国，并在朝鲜各道都设立了地震观测所。

## 历史
朝鲜的地震观测史始于朝鲜日治时期。20世纪初，日本人在平壤建立了朝鲜北部第一个地震台——平壤地震台，但当时朝鲜总督府观测所并不允许朝鲜本地人参加地震观测工作。日本投降时，平壤地震台受到了严重的破坏。
1958年，当时的中国科学院地球物理研究所向到访的朝鲜实习团赠送了一台SK-基氏型长周期地震仪，由此拉开了朝鲜现代地震观测史的序幕。朝鲜当局于1959年末重建了平壤地震台，该地震台隶属于朝鲜国家水文气象局地震观测室，总共只有数名工作人员，观测设施极为简陋。
1970年代，随着朝鲜政府提出加强和发展地震工作的任务，朝鲜成立了直属于政务院的“朝鲜民主主义人民共和国地震研究所”，负责全国的地震监测和减灾工作。1975年后，在中国唐山大地震和海城大地震的影响下，朝鲜政府加强了对地震研究事业的关注，决定从中国进口地震仪器设备，扩建地震台网，在朝鲜九个道和开城市都设立了地震观测所，形成了全国性监测体系。1982年，在中国召开的大陆地震预报学术会议后，朝鲜政府投资兴建了一批地震前兆台网系统，并建立了隶属于朝鲜社会安全部的“群众土法观测体系”，群众观测点遍及每一个里，确立了地震前兆群测群防体系。1984年，在中国的指导下，朝鲜又进一步扩建了地震台网，增强了地震测报能力。

## 业务
1980年代，朝鲜建成了一套比较完整的地震监测网络。朝鲜地震台网分为测震台网、形变型前兆台网、地下水型前兆台网、地电磁型前兆台网、群测台网五个部分。与中国地震台网相似，朝鲜在地震规模度量中使用面波震级，同时也以中国地震烈度表作为烈度测算标准。
朝鲜测震台网由25个台站组成，其中遥测台站5个，有人值守的定点台站20个。全国测震台网的密度为每万平方米2个，平壤则达6个。能够监测全国1级以上地震和平壤0.1级以上地震。前兆台网则分布在各地，能够有效监测到地震前兆，提供必要的观测数据。
朝鲜地震群测群防工作由朝鲜地震局和人民保安部共同负责。朝鲜地震局直接掌握102个群测中心，其余均由人民保安部控制。该监测网络可以及时回报监测区内的家禽动物的异常行为和水文地壳的异常反应。
朝鲜最大的地震台是1991年中朝合作建设的“大城山中朝联合地震台”，位于平壤市，是朝鲜第一座综合地震台。中国方面提供了该地震台的所有仪器设备，朝鲜方面则负责台站基础建筑的建设。

## 机构
作为全国性的地震监测和研究中心，朝鲜地震局下设科学技术指导科、局党委、局科学技术委员会三个行政部门。另设有综合预报、地球物理、水文化学等九个研究室。此外，朝鲜地震局观测室负责管理平壤附近5个传输点组成的无线观测台网。
朝鲜地震局的基本任务是“保护人民的生命与财产，进行地震监测与预报，进行防御地震灾害与对策研究”。朝鲜地震局亦负责指导地方地震观测所的工作，朝鲜各地的地震观测所既是地震监测部门，又是地震主管机关，受到朝鲜地震局和地方人民保安局的双重领导。